# Эванс, Эдвин (младший)
Эдвин Эванс-младший (англ. Edwin Evans Jr.; 1 сентября 1874, Лондон — 3 марта 1945) — британский музыковед
 и музыкальный критик. Сын Эдвина Эванса-старшего.
С девятилетнего возраста учился музыке в Лилле и Эхтернахе. Дебютировал как музыкальный критик в 1901 году, первоначально выступая преимущественно со статьями о новейших французских композиторах, был одним из ведущих британских пропагандистов творчества Клода Дебюсси.
Вёл музыкальные рубрики в газетах «Daily Mail», «Liverpool Post», «Pall Mall Gazette» и др. — часть статей собрана, например, в сборнике «На границах музыки» (англ. The margin of music; 1924). Много занимался русской музыкой — в частности, выпустил книгу о Чайковском (англ. Tchaikovsky; 1906, переиздания 1935, 1966) и о балетах Стравинского «Жар-птица» и «Петрушка» (англ. Stravinsky, The Fire-Bird and Petrushka; 1933). Интересовался также новейшей английской музыкой. Выпустил книгу о балете «Музыка и танец» (англ. Music and the dance: for lovers of the ballet; 1948).
С 1938 г. и до смерти был президентом Международного общества современной музыки.
Композитор Джон Айрленд посвятил Эвансу «Три вариации на тему песни „Кадет Руссель“» (1919). Портрет Эванса написан Уиндемом Льюисом (1923).
Книжное собрание Эванса легло в основу учреждённой в 1946 году по инициативе Уинифред Кристи Центральной музыкальной библиотеки в Вестминстере.